# 1851 a tudományban
Az 1851. év a tudományban és a technikában.

## Események
- A Párizsban felállítják az első Foucault-ingát

## Születések
- július 8. – Arthur Evans, a brit régészet egyik leghíresebb alakja. Nevéhez fűződik többek között a Kréta szigetén fekvő ókori minószi civilizáció fővárosának, Knósszosznak felfedezése és feltárása († 1941)
- augusztus 3. – George Francis FitzGerald ír matematikus és fizikus († 1901)
- október 31. – Ilosvay Lajos kémikus, a Magyar Tudományos Akadémia alelnöke († 1936)
- december 10. – Melvil Dewey amerikai könyvtáros és pedagógus,  a könyvtári besorolásra szolgáló Dewey decimális rendszer megalkotója († 1931)

## Halálozások
- február 18. – Carl Gustav Jacob Jacobi porosz matematikus (* 1804)
- március 9. – Hans Christian Ørsted dán fizikus. Legfőbb érdeme az elektromosság és a mágnesség közötti összefüggés, az elektromágnesség felfedezése  (* 1777)
- március 12. - Charles Chamberland francia mikrobiológus (* 1908)
- március 22. – Göran Wahlenberg  svéd orvos, botanikus, földrajztudós, geológus (* 1780)
- július 10. – Louis Daguerre francia vegyész, a fényképezés történetének egyik úttörője, a dagerrotípia feltalálója (* 1787)